# 勝負服 (競馬)

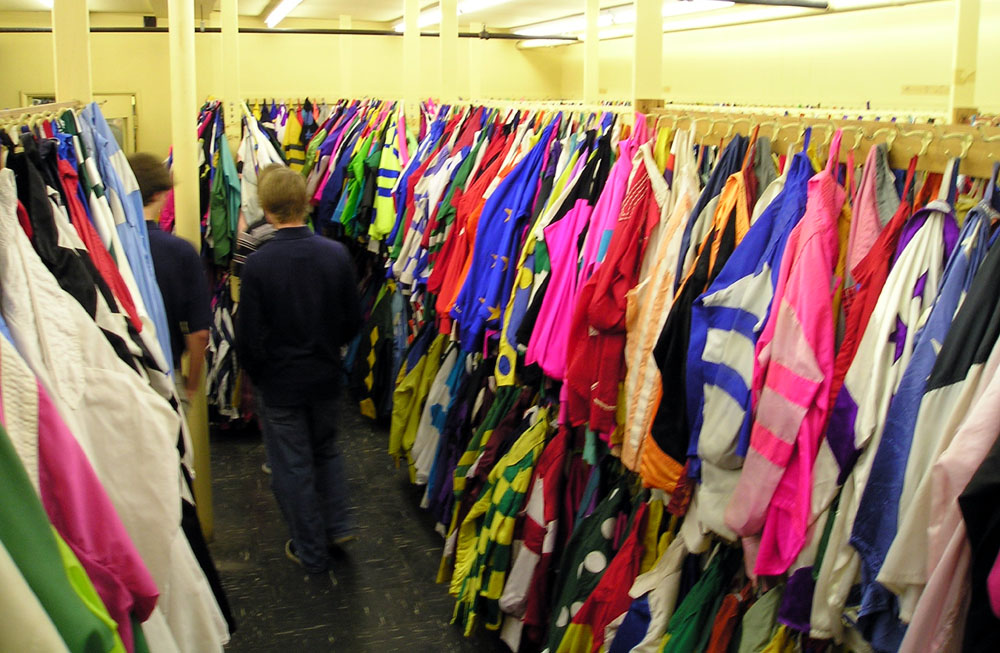
色とりどりな服色
サンタアニタパーク競馬場にて

競馬における勝負服（しょうぶふく、英：racing colours, racing silks）、あるいは服色（ふくしょく）とは、競走に出走する馬（競走馬）に騎乗する騎手が着用する上着、スポーツウェアの一種である。なお、「勝負服」は通称であり、日本の競馬法および日本中央競馬会競馬施行規程（以下、施行規程）、日本中央競馬会競馬施行規約（以下、施行規約）などの関係法令等（以下、関係法令等）上は「服色」として規定されている。

## 概要

### 何のために着用されるか

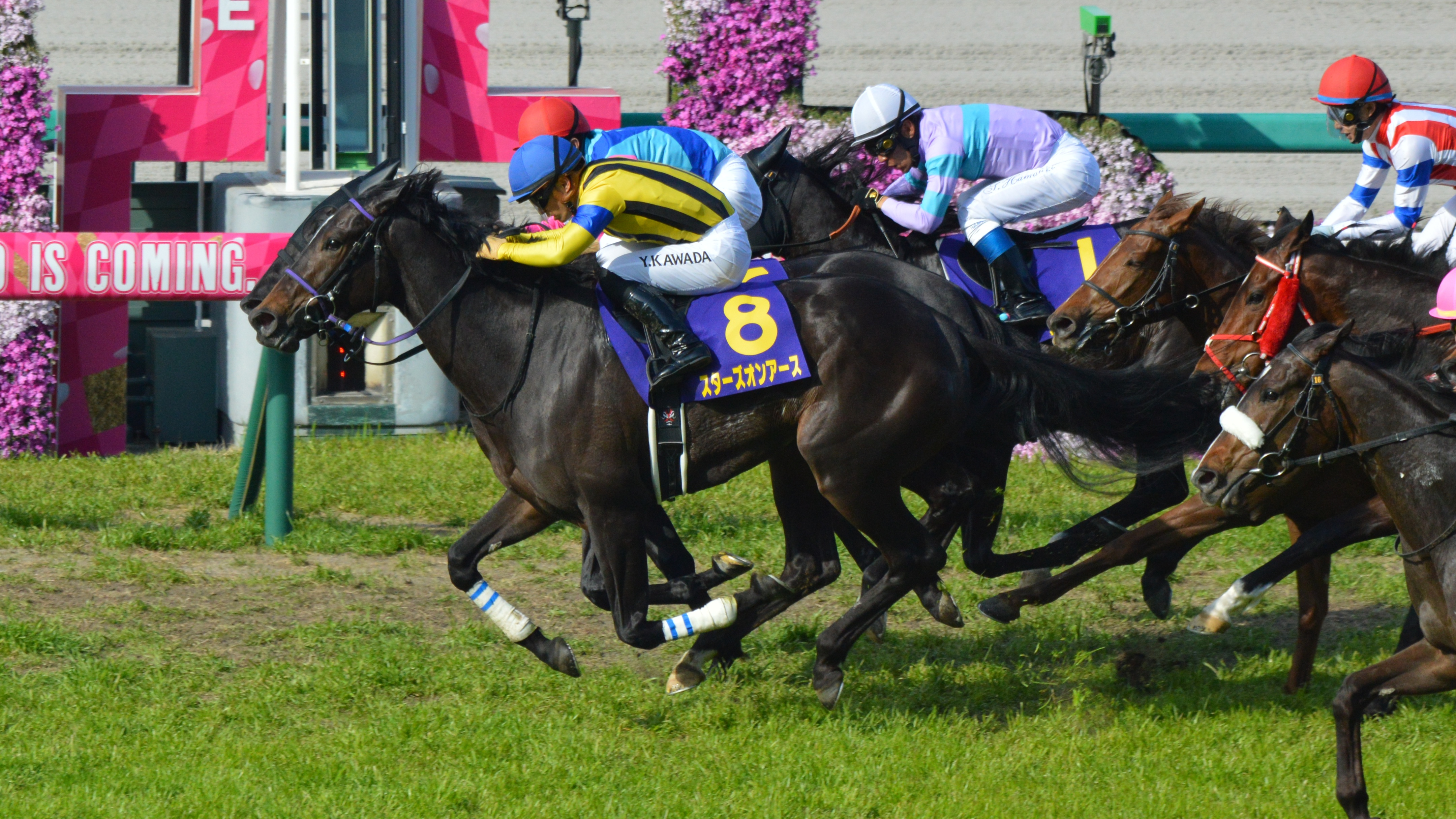
各馬の馬主の服色を着用した競走馬たちによる競走の様子（2022年　第82回桜花賞）

一般的な競馬の競走において、競走馬は時速60kmを超える速度で走行する。このため、競走中に馬主や観客ら、そして競走中の審議のために出走する馬同士を容易に識別する必要がある。
そこで、「どの馬主に所有されている馬であるか」を騎手が着用する上着によって示すことで、間接的にどれがどの馬であるか、騎乗中の騎手が誰であるか、を識別させている。このように服色は馬や騎手ではなく、馬主に帰属するため（日本の地方競馬など一部の例外を除く、後述）、同一競走に同じ馬主の所有馬が出走する場合、同じ服色の騎手が複数騎乗することもある（この場合は帽子の色で識別する、後述）。
このため服色には騎手を落馬等による負傷などから守る機能や、冬季における防寒機能はない。このため騎手はプロテクターや防寒着などを負担重量の範囲内で別途着用した上で、その上から服色を着用している。
服色それ自体は馬の識別を目的とした地色と柄（服色に使用される柄のことを関係法令等では「標示」と称する。以下、柄のことは特記ない限り「標示」とする。）からなる。

### 発祥

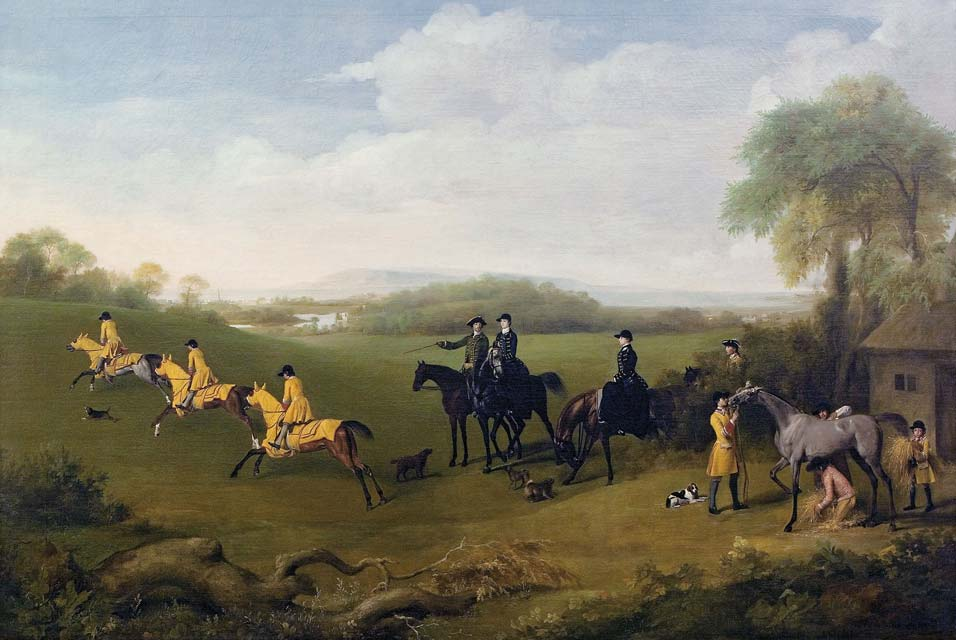
ジョージ・スタッブスにより1759年に描かれた絵画、Racehorses Exercising　at Goodwood（グッドウッドで運動する競走馬たち）'。第3代リッチモンド公爵・チャールズ・レノックスの黄色の服色を着た騎手と厩務員の姿が描かれている。

近代競馬がイギリス帝国ではじまり、18世紀半ばごろから、馬主が自身の馬が競走中どこを走っているか見やすいよう、騎手に着せたのが始まりとされている。
同時期に、のちに長くイギリス帝国の競馬を統括することとなる馬主の団体、ジョッキークラブが成立すると、いくつかの統一基準となる指示が出されることとなるが、1762年にはその2番目の指示として、"second ordar"と通称される次の通達が出された。
こうして、19名のクラブ所属の馬主の服色がジョッキークラブに登録されることとなり、現在にいたる服色登録の発祥となった。

### 素材
素材は18世紀当時は存在した他の繊維と比べ比較的軽量で丈夫な絹をサテン生地として用いていた。このことから、今でもアメリカ英語における服色を表す単語は、'(racing) silks’である。その後はナイロンなどの化学繊維が台頭したことで、化学繊維のサテン生地が用いられるようになった。
現在ではサテン生地の服色は空気抵抗が大きいこともあり、ポリウレタン系素材のスパンデックス（ライクラ）などを用いて生地自体に伸縮性を持たせて、体に密着し風の抵抗を受けにくくした服色が主体である。一部では現在でも絹を用いている。
日本においても、特に素材に規則はない。当初は絹、昭和30年代以降は変色のしにくさから化学繊維に置き換わり、現在では伸縮性生地を用いた服色がおよそ8割を占める。一方で、サテン生地の服色も空気抵抗を軽減する改良を重ねながら、一部の伝統を重んじる厩舎・馬主が用いている。近年では夏場の通気性向上と軽量化を狙ってメッシュ素材としたものも登場している。

### 服色の製作
日本における服色の制作業者は2019年（令和元年）時点で3社しかなく、特に福島県福島市にある合資会社河野テーラーは東日本地区でシェア7割、西日本地区でもシェア3割を占める。

## 日本の中央競馬における服色

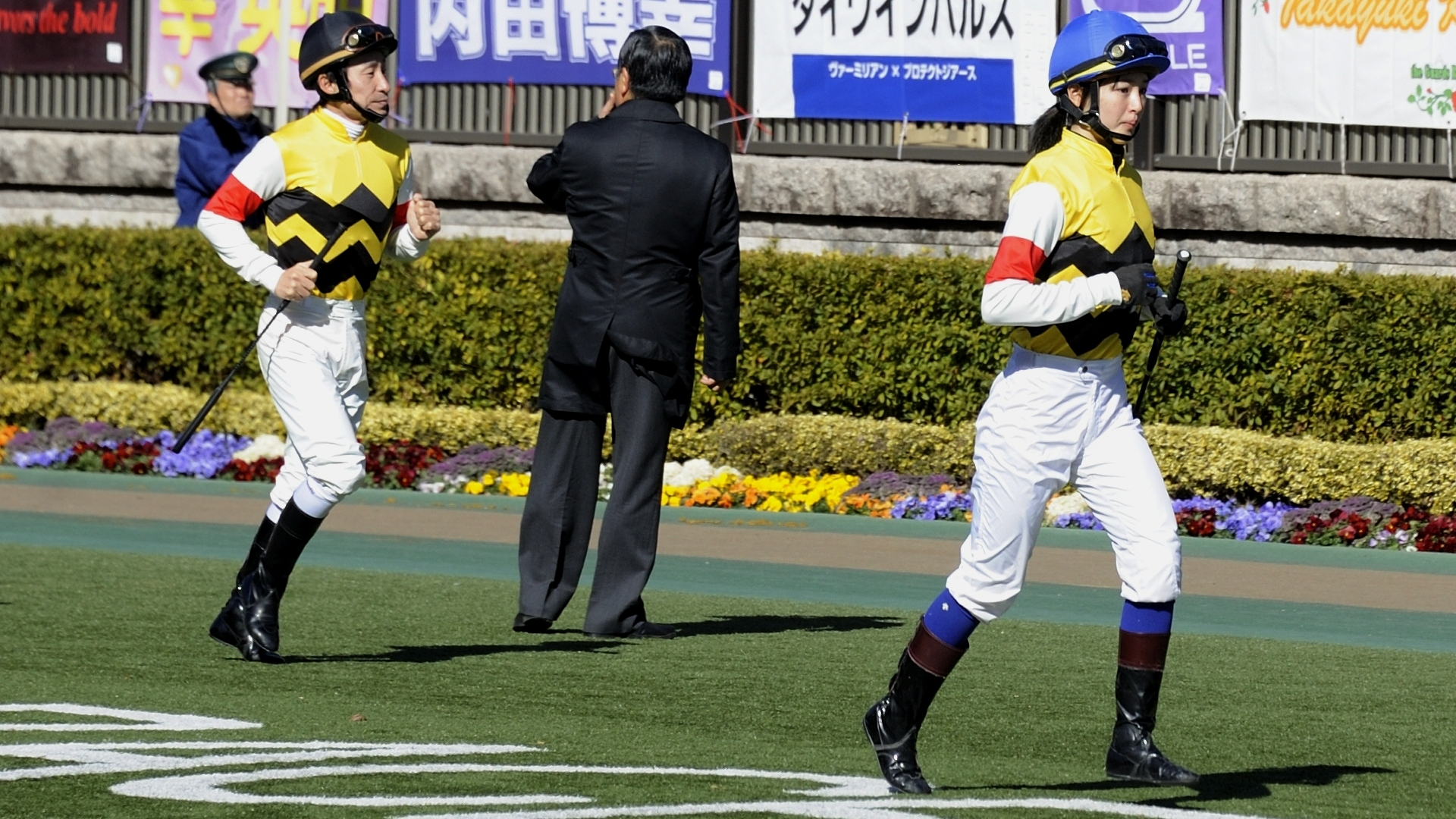
パドックで騎乗馬へ向かう横山典弘と藤田菜七子。2人の服色は騎乗馬が同一馬主（ライオンレースホース）であるため同一（黄・黒山形二本輪・白袖赤一本輪）であり、帽子の色で区別するかたちとなる。

日本中央競馬会（JRA）が主催する中央競馬では、前身となる1948年（昭和23年）から1954年（昭和29年）までの国営競馬時代に実施規則が設けられ、ほぼ現行の規則となった。
なお、服色それ自体は明治時代に西洋式の競馬が導入されて以降、横浜競馬場や上野不忍池競馬などですでに用いられていた。

### 服色の登録・管理
中央競馬に登録のある馬主は、自己の服色を使用して中央競馬の競走に馬を出走させることができるが（後述するように登録せずとも出走はできる）、これを行う場合、競馬法に基づき必ずJRAに服色の登録を行わなければならない。
登録は施行規程第4章に基づき、馬主1人につき1種の服色を登録でき、胴および袖（施行規程上は「そで」の表記）を1組として登録料3,000円を添えて申請書を提出する。
提出を受けたJRAは「服色登録簿」に服色、馬主の氏名、登録番号を記載して管理する。
服色登録後に競走に出走させる場合は、その服色（共同馬主の場合は共同代表馬主が登録した服色）を使用しなければならない。
2017年（平成29年）時点で、中央競馬に登録のある馬主は2382あるが、このおよそ8割にあたる1897の馬主が服色を登録している。
服色の意匠の決定、登録は馬主が行い、服色そのものは通常、競走馬を預託している厩舎が管理する。しかし、騎手自身が依頼が多い馬主の服色を自身の体形に合わせてオーダーメイドで作成している例もある。

### 中央競馬の服色に使用できる色
| 色 | 色名       | 色名           |
| 色 | 施行規則上 | 慣例的な表記   |
| -- | ---------- | -------------- |
|    | 赤         | 赤             |
|    | 桃         | 桃             |
|    | 黄         | 黄             |
|    | 緑         | 緑             |
|    | 青         | 青             |
|    | 水         | 水色           |
|    | 紫         | 紫             |
|    | 薄紫       | 薄紫           |
|    | 茶         | 茶             |
|    | えび茶     | 海老茶（海老） |
|    | ねずみ     | 鼠             |
|    | 黒         | 黒             |
|    | 白         | 白             |

国営競馬時代に使用できる色は13色に制限され、現在の施行規程でもこれを踏襲する。施行規程では「胴若しくはそでの地色又は前条各号の標示には、2色以上を使用してはならない（第36条）」となっており、胴と袖の地色と標示で2色づつ使用できることとなり、合わせて最大4色を服色に使用できる、と解釈されている。

### 中央競馬の服色に使用できる標示
戦後すぐまでは標示も自由であり、富士山の標示を入れた馬主などもいたというが、国営競馬時代に使用できる標示については制限がなされ、現在に至るまで施行規程で定められた表示のみが使用可能である。
胴の標示と袖の標示は通常、独立に選択できる（例外あり、後述）。施行規程上に記載はないが、通常胴と袖で1種類ずつ標示を用いる（例外あり、後述）。胴か袖のいずれか、もしくはその両方に標示を入れず、無地とすることも可能である。標示は通常生地に布を縫い付ける、アップリケで表現するが、施行規程上で特に表現の手法について決まりはなく、近年はメッシュ素材など縫い付けが困難な素材が使われることや、勝負服のさらなる軽量化を目的に、標示を生地に直接転写して表現することもある。

#### 施行規程で定める標示について
施行規程上、使用できる標示は「輪」「一文字（胴及びそでに用いる1本輪）」「帯（胴の下部に用いる横線）」「山形（山形、ひし山形若しくは のこぎり歯形の輪又は帯）」「たすき」「縦じま」「格子じま」「元ろく」「ダイヤモンド」「うろこ」「井げたかすり」「玉あられ」「星散らし」「蛇の目又は銭形散らし」の14種類が挙げられ、輪やたすきの本数・形状から来る組み合わせなどから、無地を含めると実質的に23種類となる。しかし、一部新規で登録を受け付けていない標示も存在するため（後述）、事実上用いる事ができる標示は21種類となる。
施行規程では使用できる標示のほか、標示の最小限の寸法（幅や直径）を定めているが、具体的に図形をつける位置や、個数までは定めていない。このため見栄えの観点から、制作にあたっては規程の範囲内で色覚上太く見える色を細く、逆に細く見える色を太く表現したり、直線の標示を体に合わせてカーブして裁断するなど若干の調整がなされている。
なお、以下に示す標示の例は一般的な例である。

#### 輪・一文字・帯
「輪」は複数本を入れることができ、本数については決められていないものの、一般に最大3本である。特に「一本輪」を胴と袖の両方に同一の色で用いた場合は、「一文字」と呼ぶ。「帯」は施行規程上、「胴の下部に用いる横線」となっているため、胴にのみ使用できる。

一本輪（胴と袖の両方に同色で使用する場合は一文字）
二本輪
三本輪
帯

#### 山形（山形、ひし山形若しくは のこぎり歯形の輪又は帯）
「山形」のうち「山形の輪（以下山形輪）」も「輪」と同様、一般に最大3本である。特に「山形一本輪」を胴と袖の両方に同一の色で用いた場合は、「山形一文字」と呼ぶ。
また、幅の最小限以外の決まりは施行規程にないため、山の数については特に決まりはない。
「のこぎり歯形の輪（鋸歯形、以下鋸歯形）」を使う場合必ず胴と袖に跨る形となる。「鋸歯形」を用いる場合は袖に限って「鋸歯形」と同一色の輪（一本輪・二本輪）を併用することができ（後節の例も参照）、胴あるいは袖のいずれかの地色を鋸歯形と同じ色にすることもできる。

山形一本輪（胴と袖の両方に同色で使用する場合は山形一文字）
山形二本輪
山形三本輪
山形帯
菱山形
鋸歯形

#### たすき
「たすき」は施行規程に明文化されていないが、胴にのみ用いる。2本を交差させてかけ、「十字たすき」とすることもできる。

たすき（襷）
十字たすき（十字襷）

#### その他

縦じま（縦縞）
格子じま（格子）
元ろく（元禄）
ダイヤモンド
うろこ
井げたかすり（井桁絣）
玉あられ（玉霰）
星散らし（星散）
蛇目散らし（蛇目散）
銭形散らし（銭形散）

### 登録の制限・拒否
施行規程には定められていないが、施行規約第25条3項に「競馬会は、申請書に記載された服色について施行規程で定める色又は標示の種類その他の制限を超えるものと認めるときは、その登録を拒否する」とある。この「その他の制限」については次のようなものが上げられる。

#### 地色と標示の組み合わせの制限
地色と標示の組み合わせには一部制限が存在する。
1. 地色と標示の色の組み合わせにおいて、似通った色（青と紫、青と黒など）は不可。
2. 「元ろく」「うろこ」を袖のみに入れる場合、胴は無地。
3. 「星散らし」を胴と袖の両方に使う場合、標示の色は基本的に同一。胴と袖で地の色と標示の色が入れ替わる逆色のみ可。

#### 新規登録が制限されている標示
現在登録されている服色と同一もしくは紛らわしい服色は登録できないとされているが、親族の複数人や法人が同時にそれぞれの名義で馬主になっている場合など、それぞれで若干変えただけの服色や地色と標示の色を反転させて登録しているケースもある。
施行規程には定められていないが、「帯」については、「輪」と紛らわしいことから、新規での登録は受け付けられておらず、2017年（平成29年）時点ですでに使用している馬主が存在しなくなっている。

### 服色の文字による表現
レーシングプログラム上など、文字で服色を表現する場合、次のように表記される。表記の上では各項目をコンマ、読点や中黒で区切って1行で記す。

#### 表現における要素
文字で服色を表現する場合、次の要素を用いる。なおここで用いる略記は当記事内における便宜上のものである。
- 胴の地色...A
  - 色のみを表記[注釈 1]。
- 胴の標示の色...B1
- 胴の標示の種類...B2
  - 胴が無地の場合とD1、D2がある場合は表記なし。
- 袖の地色...C1
  - 地色がAと同一の場合は省略するが、B2が袖にも使用できる標示で、袖が無地の場合はC1のみ表記する。
- 袖の標示の色...C2
- 袖の標示の種類...C3
  - 袖が無地の場合と、D2と併用できない標示種類の場合は表記なし。
- 胴と袖に跨る標示の色...D1
- 胴と袖に跨る標示の種類...D2

#### 服色の文字による表現例
| 服の例・表記 | 服の例・表記 | A    | B    | B      | C  | C    | C  | C      | D    | D          | 備考 |
| 服の例・表記 | 服の例・表記 | A    | B1   | B2     | C1 | (袖) | C2 | C3     | D1   | D2         | 備考 |
| ------------ | ------------ | ---- | ---- | ------ | -- | ---- | -- | ------ | ---- | ---------- | --- |
| ①            |              | 黒   | -    | -      | -  | -    | -  | -      | -    | -          | 中村祐子。無地の服色はAのみを表記する。 |
| ②            |              | 黄   | 水色 | 襷     | -  | -    | -  | -      | -    | -          | 諸岡勲。 襷は胴のみに使用できる標示である。 このため、C1以下は明示しないでよい。                                                                           |
| ③            |              | 海老 | -    | -      | -  | 袖   | 白 | 二本輪 | -    | -          | 藤田晋。 胴・袖が同色であるため、袖は色の情報を示さなくてよい。 二本輪は胴にも袖にも使用できるため、袖のみ標示があることを表す。                           |
| ④            |              | 黄   | 黒   | 縦縞   | -  | 袖   | 青 | 一本輪 | -    | -          | 社台レースホース。 胴と袖が同色である。 しかし胴と袖で標示の種類もしくは色（あるいはその両方）が異なる。 この場合は、③の場合にB1・B2を加えて表す。         |
| ⑤            |              | 桃   | 白   | 一本輪 | 桃 | 袖   | -  | -      | -    | -          | さくらコマース。胴・袖が同色である。 一本輪は胴にも袖にも使用できるため、袖が無地であることを表す必要がある。 このため、C1を明示するが、C2以下は表さない。 |
| ⑥            |              | 水色 | -    | -      | -  | -    | -  | -      | 白   | 山形二本輪 | 岡田牧雄。 山形二本輪は胴にも袖にも使用できる標示。 胴・袖とも同一地色・同一標示・標示の色。 この場合はB1～C3を用いず、D1・D2で標示を表す。                |
| 例⑦          |              | 緑   | 白   | 二本輪 | 白 | 袖   | 赤 | 一本輪 | -    | -          | キャロットファーム。胴と袖で地色・標示・標示の色が異なる例。                                                                                               |
| 例⑧          |              | 黄   | -    | -      | 赤 | 袖   | -  | -      | 水色 | 二本輪     | 渡辺久美子←渡辺孝男。 胴と袖が異色であるが、同一の標示でその色が同色の場合。 B1・B2、C2・C3を用いず、D1・D2を用いて標示を示す。                            |
| 例⑨          |              | 黒   | -    | -      | 青 | 袖   | -  | -      | 黄   | 鋸歯形     | 金子真人ホールディングス。 鋸歯形も⑧に準じた表記となる。                                                                                                   |
| 例⑩          |              | 水色 | -    | -      | 白 | 袖   | 青 | 二本輪 | 青   | 鋸歯形     | 佐々木主浩。 鋸歯形は袖の輪と併用できるため、輪がある場合はC2・C3で袖の輪を表す。                                                                          |

### 服色の変更・抹消・引継

阿部雅英が祖父・父から受け継いだ服色（白・青二本輪）

服色は馬主から申し出れば抹消申請が可能であり、再度登録することで変更が可能である。
また、馬主登録自体が抹消されると服色登録も合わせて抹消される。抹消された服色は抹消日から60日間は他の馬主は使用できないが、抹消馬主の相続人であれば期間内でも同じ服色を使用することができる。服色はそのまま引き継がれていくこともあり、なかには阿部雅英のように阿部雅信（祖父）、阿部雅一郎（父）から3代にわたって勝負服を受け継ぐ例もある。

### 貸服
何らかの事情で競走出走馬の騎手が登録された服色を着用できない場合は、JRAより「貸服（かしふく）」と呼ばれる服色が貸し出され、1競走1頭につき使用料500円が徴収される。貸し出される服色は、胴・袖の地色が枠色（1枠は枠色が白のため地色は水色、以下同様）で、白の斜縞が入る（〔枠色〕・白斜縞）。同枠の2頭がともに貸服の場合、馬番の大きい方は斜縞の色が1・2枠では薄紫、3 - 8枠では黒に変更される。枠番の色が導入される以前の貸し出し用勝負服は、黒胴・白袖に桃色1本輪の服色で、胴の右胸と背中に白文字で馬番が縫い付けられたものを使用していた。

#### すでに服色を登録した馬主の馬が服色を用意できずに出走する場合
競走時に登録服色を着用できなかった場合、服色変更を願い出て裁決委員の許可を得た上で貸服を着用する。この事象を発生させた場合は、通常は服色を管理する厩舎の調教師に責があるとされ、制裁として使用料とは別に1万円の過怠金が課せられる。まれに何らかの事情により着用する騎手に責があるとされ、騎手に対して同様の制裁がされたケースもある。

#### 服色が未登録である馬主の馬が出走する場合
前述のように馬主としての登録と服色の登録はイコールではないため、中央競馬の馬主として登録はされているものの何らかの事情で服色を登録していないケースもあり、所有馬が出走の段階で服色が登録されていない場合も貸服となる。この場合は使用料のみで特に制裁とはならない。

### 交流服

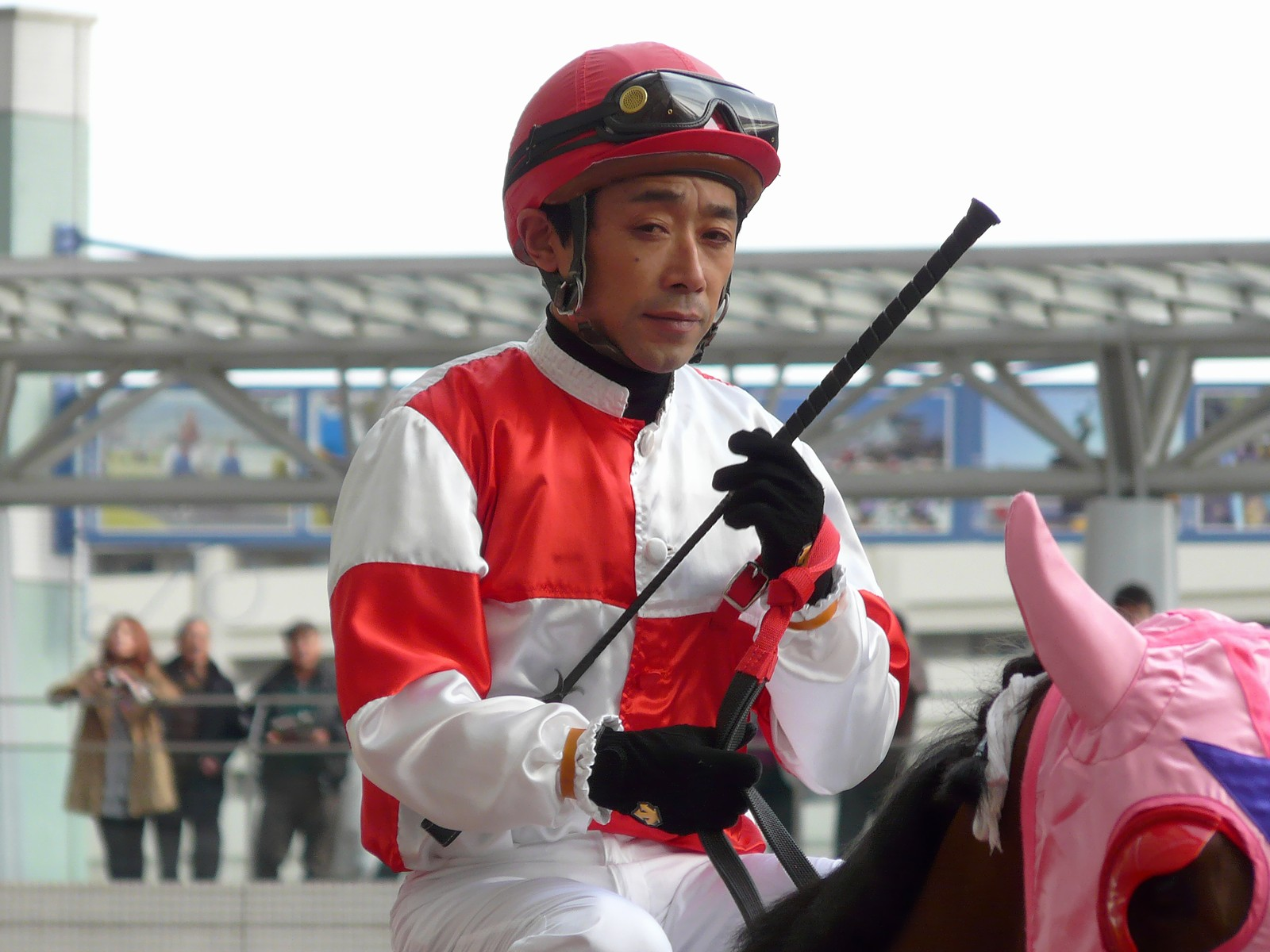
3枠用の「白・赤四ツ割・白袖赤一本輪」の交流服で騎乗する戸部尚実（当時愛知県競馬組合所属の騎手、現調教師）

中央競馬指定交流競走に出走する地方競馬所属馬は、馬主が中央競馬に馬主登録があればJRAに登録した服色を着用するが馬主が中央競馬の馬主登録を受けていない場合は貸服となる。この場合使用料は徴収されない。
地方競馬との交流競走が増加したいわゆる「交流元年」となる1995年（平成7年）当時は、前出の貸服で騎手は騎乗したが、その後「交流服（こうりゅうふく）」と呼ばれる貸服が整備された。
交流服は前述の貸服とは意匠が異なり、胴の地色が白で、標示として枠番の色（1枠は白色のため水色を使用、以下同様）の四ツ割が入り、袖の地色が白で枠番の色の一本輪が入る（白・〔枠色〕四ツ割・白袖〔枠色〕一本輪）。同枠の2頭がともに未登録の場合は馬番の大きい方は地色が薄紫となる。

### 国際交流競走での外国馬の服色の扱い
ジャパンカップなどの国際交流競走では、外国調教馬の馬主は登録料3,000円を添え申請することで、国外の競走で用いている服色の使用が可能になる。このとき、前述の服色に関する規定は適用されず、中央競馬で登録が認められていない地色・標示の服色も使用できる。

### 帽子
後述するように海外では帽子も服色の一部であるが、JRAでは1957年（昭和32年）から服色とは無関係に枠色（1枠は水色）の帽子（枠番号別色別帽）をかぶることになっている。外国調教馬が中央競馬の国際交流競走に出走する場合もこれは同様である。

#### 染め分け帽

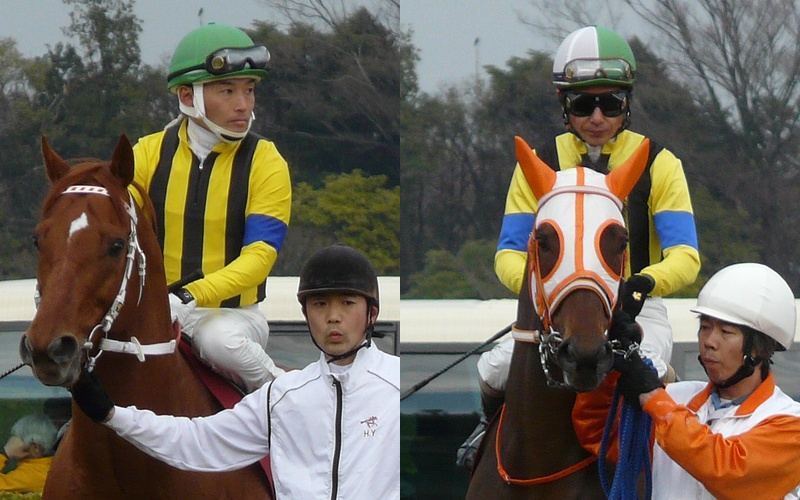
染め分け帽の例。黄・黒縦縞・袖青一本輪の服色（社台レースホース）の2頭が同一の枠（6枠...緑帽）になったため、馬番が大きい馬に騎乗する騎手が染め分け帽となった。

同枠がすべて同馬主の馬となり、帽子の色と服色が同じになった場合、馬番の大きい馬に騎乗する騎手が枠色（1枠は水色）に白の四ツ割が入った「染め分け帽（四ツ割染め分け帽）」と呼ばれる2色の帽子を着用する。極端な例として、2020年7月25日の第2回新潟競馬1日目第1競走（2歳未勝利）では、16頭中12頭が同馬主（ミルファーム）となり、このうち枠内がすべて同馬主となった1・2・4・6・7枠で四ツ割染め分け帽を着用した。
出走頭数によっては、外枠の7枠・8枠は3頭が入ることとなり、3頭すべてが同一馬主となる場合もある。この場合3頭目の騎手は「八ツ割染め分け帽」を着用する。しかし、八ツ割染め分け帽は現行の8枠制となって以降長らく使用されたことがなく、2013年8月10日の第2回新潟競馬5日目第11競走（新潟日報賞）で初めて使用された。同年は8月24日の第2回小倉競馬9日目第9競走（ひまわり賞）でも八ツ割染め分け帽が使用された。

### その他の特殊な服色
実際の競走で使用されたものではないが、以上の規定によらない服色が制作された事がある。一例として、2023年（令和5年）12月28日に行われた田中勝春の騎手としての引退式に際し、田中は個人的に思い入れがあった2人の亡き馬主の服色を合わせた意匠の服色を着用して登壇した。この服色は正面から見て右半分が「黒（安田修）」、左半分が「茶、黄袖（鈴木芳夫）」であった。

## 日本の地方競馬における服色

### 騎手服
| 木村健（現：調教師）は、兵庫県競馬組合で使用が認められている橙色をベースにした、「橙・白山形一本輪」の騎手服を着用していた。 |  | 木之前葵（愛知県競馬組合所属）の騎手服。愛知県競馬組合では、中央競馬では認められていない「胴青・赤一本輪白ハート散、袖赤・白一本輪」を使用できる。 |
| 木村健（現：調教師）は、兵庫県競馬組合で使用が認められている橙色をベースにした、「橙・白山形一本輪」の騎手服を着用していた。 |  | 木之前葵（愛知県競馬組合所属）の騎手服。愛知県競馬組合では、中央競馬では認められていない「胴青・赤一本輪白ハート散、袖赤・白一本輪」を使用できる。 |

地方競馬は中央競馬と別の規則によって服色が管理されている。
戦前、1927年（昭和2年）に地方競馬規則ができたころには、騎手は馬主ごとに規定される服を着る場合があったものの、基本的には騎手ごとに服色を決め馬主に依らず同一の服色で騎乗し、ここ一番の時には気分の一新を図るため特別な服を着用する騎手もいたという。
戦後、現在の競馬法が1948年（昭和23年）に制定された時点では、国営競馬（のちの中央競馬）と同様、地方競馬も同法の規定により馬主が服色を登録して競走へ出走させていたが、1962年（昭和37年）に地方競馬全国協会（NAR）が発足し地方競馬を監督するようになってから、この規定は撤廃された。
以降、地方競馬では一部のケースを除き、騎手ごとに服色が定められている。これは騎手服（きしゅふく）と呼ばれる制度で、世界的にも日本の地方競馬のほかには韓国の競馬で見られる独特の制度である。これに対比して、中央競馬や欧州・米国などの競馬で見られる馬主ごとに規定される服色を馬主服（うまぬしふく）と称する。
なお、日本の地方競馬に特有の競馬としてばんえい競走があるが、現在もばんえい競走を実施している帯広競馬場（ばんえい十勝）においても、1969年（昭和44年）以降、騎手服の制度が用いられている。

#### 騎手服の決め方
基本的に地方競馬の騎手はデビュー前の地方競馬教養センターで研修を受けている際に、自身の服色を決定する。
騎手服の決定にあたっては、有力騎手の騎手服や中央競馬の有力馬の馬主服にあやかって全く同じ服色を自身の騎手服として登録したケースや、所属厩舎一門で共通の標示を用いた服色を登録したケースもある。このため、異なる地域で全く同じ服色を着用する例もある。

#### 騎手服の色・標示
中央競馬とは別に主催団体ごとの独自の規則で色・標示が決められている。一例として、特別区競馬組合（大井競馬）では12種類の標示（輪、のこぎり歯形、山形、ひし山形、たすき、縦じま、格子じま、元禄、ダイヤモンド、井桁がすり、玉あられ、星散らし）と、12色（赤、桃、橙、黄、緑、水、青、紫、茶、ねずみ、黒、白）の中から3色を使用することが出来るようになっている。中央競馬と比して標示の種類が少ない上に一度に使用できる色数も少なく、色も薄紫色を使用することができない。一方で、中央競馬で用いることができない橙色を服色に用いることが出来る。
また、中央競馬では使用できない標示を認めている主催団体もあり、例えば愛知県競馬組合では、所属の木之前葵が「ハート散らし」（胸にハートマークが3個並んでいる図柄、正式な服色は「胴青・赤一本輪白ハート散らし、袖赤・白一本輪」）を使用している。

#### 地方競馬所属騎手が中央競馬で騎乗する際の騎手服の扱い
地方競馬に所属する騎手が中央競馬で騎乗する場合、地方競馬で自身が着用している騎手服を中央競馬の競走で着用することはできない。馬主が中央競馬の馬主登録をしていれば登録した服色を着用し、登録がなければ前述のように貸服となる。

#### 新規に使用できない騎手服の標示・色
日本競馬の通算最多勝記録の保持者であった佐々木竹見（元神奈川県川崎競馬組合所属、元地方競馬全国協会参与）の「胴赤・黄山形一文字」、NARグランプリ最優秀騎手賞を22年連続受賞した石崎隆之（元千葉県競馬組合所属）の「胴桃・緑襷・緑袖」、通算4,448勝を挙げた森泰斗（現：調教師、千葉県競馬組合所属）の「胴緑・青ダイヤモンド・袖青」、地方競馬最多勝利日本記録保持者である的場文男（元特別区競馬組合所属）の「赤・胴白星散らし」、宇都宮競馬を皮切りに浦和競馬に所属するまで全国を転戦し、通算3,613勝を挙げた内田利雄（現：地方競馬全国協会参与（マイスター職）、元埼玉県浦和競馬組合所属）の「桃・胴白星散らし」の5名の各服色は、各人の功績を記念して南関東公営競馬において永久欠番に相当する「永久保存」とされており、新規に使用することはできない。

### JRA所属騎手が地方競馬場で地方所属馬に騎乗する際の扱い

#### 貸服を着用する場合
JRA所属騎手が地方競馬場に指定交流戦のために遠征し、その遠征馬の他に一般戦などで地方所属馬に騎乗する場合については、基本的には枠順に合わせた色の貸服が用意される。
兵庫県競馬組合（園田・姫路）では、元地方所属だったJRA所属騎手を中心に、兵庫での騎乗時の貸し服がほぼ固定されている騎手もいる（例としてJRA所属時代の小牧太の緑、内田博幸・岩田望来の青、武豊の桃）。

#### 地方所属時代の騎手服を着用する場合
地方競馬からJRAに移籍した騎手については、地方競馬時代に着用していた勝負服で地方所属馬に騎乗することを認められている場合がある。
例えば、岩田康誠は兵庫県競馬からJRAに移籍後も、兵庫県競馬含む地方競馬で騎乗する際には原則兵庫県競馬時代に使用していた騎手服を着用している。その他、かつて大井に所属していた内田博幸や戸崎圭太も、JRAに移籍後に地方で騎乗する際、大井所属当時の服色で騎乗することがある。

#### 独自の騎手服を登録し着用する場合
いくつかの競走においては、JRA所属騎手は各自が登録した騎手服での騎乗が認められている。
例えば、ヤングジョッキーズシリーズにおいて、地方競馬場で行われるラウンドや、兵庫県競馬組合が園田競馬場で開催しているゴールデンジョッキーカップにおいて、JRA所属騎手は各自が登録した服色で騎乗する。
また神奈川県川崎競馬組合（川崎競馬）ではファンサービスの一環として、2011年（平成23年）の佐々木竹見カップジョッキーズグランプリ以降、JRA所属騎手については、各自が登録した川崎競馬用の騎手服の着用を認めている。

### 地方競馬における馬主服

#### JRAに所属する馬が地方競馬の競走に出走する際の馬主服
中央競馬で登録している馬主の服色が用いられるのが一般的で、これに地方競馬の騎手が騎乗する場合は、騎手服は着用せず、馬主の服色で騎乗する。

#### 地方所属馬の馬主服
地方競馬においても、一部の競走において、地方所属馬に対しても馬主服の使用が認める例が見られる。
嚆矢となったホッカイドウ競馬では2006年（平成18年）度から、ホッカイドウ競馬独自に服色の登録と着用を認めている。その後しばらく動きはなかったが、2016年（平成28年）度から岩手県競馬組合（岩手競馬）でJRAにも服色の登録がある岩手競馬の馬主に対し、JRA登録と同一の馬主服を着用できるようになった。その後多くの地方競馬主催団体が岩手競馬と類似の方式で追従したが、その規定は主催者によりまちまちとなっている。
下表には主だった地方競馬の主催者における例を示す。
| 主催者           | ホッカイドウ競馬                                                                                               | 岩手県競馬組合                                                                                                | 南関東公営競馬 （大井・川崎・浦和・船橋）                                      | 愛知県競馬組合                                                                                               | 岐阜県地方競馬組合                                                                                          | 兵庫県競馬組合                                                                                        | 高知県競馬組合                                                                 | 佐賀県競馬組合 |
| ---------------- | --- | --- | ------------------------------------------------------------------------------ | --- | --- | --- | ------------------------------------------------------------------------------ | --- |
| 解禁             | 2006年（平成18年）度                                                                                           | 2016年（平成28年）度                                                                                          | 2017年（平成29年）10月2日                                                      | 2019年（平成31年）3月29日                                                                                    | 2018年（平成30年）4月4日                                                                                    | 2018年（平成30年）5月9日                                                                              | 2018年（平成30年）                                                             | 2017年（平成29年）10月21日                                                                                              |
| 対象馬主         | 登録のある馬主。申請は任意であり、指定されていない出走馬は引き続き騎手服。                                     | 岩手競馬所属調教師と預託契約を締結している馬主(共有馬主にあっては共有代表馬主)で、JRAに服色の登録をしている者 | 南関東4競馬場に所有馬を預託している馬主でJRAの馬主登録を受けている馬主         | 愛知競馬所属調教師と預託契約を締結している馬主（共有馬主にあっては共有代 表馬主）                            | 笠松競馬場に競走馬を預託し、かつJRAの馬主登録を受けている馬主                                               | JRAの馬主免許を所有している馬主                                                                       | JRAの服色登録を受けている馬主                                                  | 佐賀競馬所属調教師と預託契約を締結している馬主(共有馬主にあっては共有代表馬主)で、JRAに服色の登録をしている馬主         |
| 対象馬           | 上記の馬主がホッカイドウ競馬に所属させている馬                                                                 | 上記の馬主が岩手競馬に所属させている馬                                                                        | 対象馬主が所有する地方競馬所属馬（主催先に所有馬が預託されているかは問わない） | 対象馬主が所有する地方競馬所属馬（主催先に所有馬が預託されているかは問わない）                               | 対象馬主が所有する地方競馬所属馬（主催先に所有馬が預託されているかは問わない）                              | 対象馬主が所有する地方競馬所属馬（主催先に所有馬が預託されているかは問わない）                        | 対象馬主が所有する地方競馬所属馬（主催先に所有馬が預託されているかは問わない） | 対象馬主が所有する地方競馬所属馬（主催先に所有馬が預託されているかは問わない）                                          |
| 着用を認める競走 | - 2歳 JRA認定競走及び2組以上の競走 - 3歳条件 1組以上の競走 - 3歳以上 A1以上の競走 - 交流重賞競走および重賞競走 | - ダートグレード競走 - 地方交流重賞競走 - 2歳馬の競走のうち新馬戦及びJRA認定競走 - JRA条件交流競走            | - ダートグレード競走 - 南関東重賞競走 - 2歳新馬競走                            | - 交流競走 - Jpn競走 - JRA交流競走 - スーパープレステージ（SP）競走 - 2歳馬の競走のうち新馬戦及びJRA認定競走 | - 交流競走 - 全国地方交流競走 - SPI・II・III競走 - JRA条件交流競走 - 2歳馬の競走のうち新馬戦及びJRA認定競走 | - ダートグレード競走 - 地方交流重賞競走 - JRA条件交流競走 - 兵庫県重賞競走 - 2歳初出走及びJRA認定競走 | - ダートグレード競走 - 重賞競走 - JRA条件交流競走 - 2歳新馬競走                | - ダートグレード競走 - 地方交流重賞競走 - 佐賀重賞競走(S1) - 2歳馬の競走のうち新馬戦およびJRA認定競走 - JRA条件交流競走 |
| 服色登録         | 独自に行われている                                                                                             | JRAで登録を受けている服色と同一の服色                                                                         | JRAで登録を受けている服色と同一の服色                                          | JRAで登録を受けている服色と同一の服色                                                                        | JRAで登録を受けている服色と同一の服色                                                                       | JRAで登録を受けている服色と同一の服色                                                                 | JRAで登録を受けている服色と同一の服色                                          | JRAで登録を受けている服色と同一の服色                                                                                   |
| その他           | | |                                                                                | 馬主服を使用する場合、馬主が競走毎に主催者に届け出る必要がある。                                             | 馬主服を使用する場合、馬主が競走毎に主催者に届け出る必要がある。                                            | 馬主服を使用する場合、馬主が競走毎に主催者に届け出る必要がある。                                      | 馬主服を使用する場合、馬主が競走毎に主催者に届け出る必要がある。               | |
| 出典             | [ 48 ] [ 49 ]                                                                                                  | [ 34 ] | [ 50 ]                                                                         | [ 51 ] | [ 52 ] | [ 53 ] [ 54 ]                                                                                         | [ 55 ]                                                                         | [ 56 ] |

### その他の方式
愛知県競馬（名古屋、公営中京）や兵庫県競馬（園田、姫路）では、かつて競輪やオートレースなどのような枠順ごとの服色が用いられていた。

## 日本以外の国の競馬における服色
| マイケル・テイバー（モンジューなどで知られる）の服色（青・橙ディスク・青袖橙縦縞）。 |  | アナモイン社（スノーフェアリーなどで知られる）の服色（黄・赤肩章・赤袖）。 |  | 社台レースホースが海外で騎乗する場合の服色。帽子も黄・黒縦縞のものを着用する。 |
| マイケル・テイバー（モンジューなどで知られる）の服色（青・橙ディスク・青袖橙縦縞）。 |  | アナモイン社（スノーフェアリーなどで知られる）の服色（黄・赤肩章・赤袖）。 |  | 社台レースホースが海外で騎乗する場合の服色。帽子も黄・黒縦縞のものを着用する。 |

意匠については日本より自由度が高く、日本で認められていない色や標示を用いることができる。また、アメリカなど文字の挿入を認めている国もある。
日本では枠色で指定される帽子も服色の一部としてさまざまな色や標示が用いられる。たとえば社台レースホース（JRAでの服色の登録は「黄・黒縦縞・袖青一本輪」）は日本以外で出走する際には「黄、黒縦縞」の帽子を使用する。

### 英国における例
一例として、英国競馬統括機構（BHA）による、服色の規定の概要を示す。なお、手数料を払うことで、「ビスポーク・カラー（bespoke colours）」と称する規則に依らない服色の登録も可能である。

#### 英国で登録できる服色の色
次の18色を胴、袖、帽子に使用できる。
ベージュ（Beige）、黒（Black）、茶（Brown）、青（Dark Blue）、緑（Dark Green）、エメラルドグリーン（Emerald Green）、ねずみ（Gley）、水色（Light Blue）、黄緑（Light Green）、栗色（Maroon）、薄紫（Mauve）、橙（Orange）、桃（Pink）、紫（Purple）、赤（Red）、ロイヤルブルー（Royal Blue）、白（White）、黄（Yellow）

#### 英国で登録できる服色の標示
胴は、Plain（無地）のほか、Seams（胴の中央と肩に細い一本線）、Epaulets（肩章状の模様）、Stripe（中央に1本線の縦縞）、Braces（2本線の縦縞）、Stripes（4本線の縦縞）、Hoop（一本輪）、Hoops（三本輪）、Quartered（四ツ割）、Halves、Cross Belts（十字たすき）、Chevron（V字、シェブロン）、Chevrons（逆V字〔シェブロン〕が3つ）、Check（中央競馬でいう元ろく）、Diamonds（中央競馬でいうダイヤモンド）、Spots（玉あられ）、Stars（星散らし）、Cross of Lorraine（ロレーヌ十字）、Diamond（中央に大きなダイヤモンド柄がひとつ）、Star（中央に大きな星）、Disc（ディスク、中央に大きな丸がひとつ）、Inverted Triangle（逆三角形）、Diabolo（こま形〔ディアボロ〕、斜めの四ツ割）、Large Spots（たすき状の玉）、Triple Diamond（菱山形帯）、Hollow Box（ボックス）の26種類から選べる。
袖は、Plain（無地）のほか、Armlet（一本輪）、Hooped（三本輪）、Striped（縦縞）、Chevrons（逆V字〔シェブロン〕が3つ）、Seams（肩から袖口に伸びる細い一本線）、Stars（星散らし）、Spots（玉あられ）、Halves（袖の下半分が別色になる）、Diabolo（ディアボロ、斜めの四ツ割）、Diamonds（中央競馬でいうダイヤモンド）、Check（中央競馬でいう元ろく）の12種類から選べる。
帽子は、Plain（無地）のほか、Hooped（三本輪）、Striped（縦縞）、Check（中央競馬でいう元ろく）、Spots（玉あられ）、Quartered（四ツ割）、Star（中央に大きな星）、Diamond（中央に大きなダイヤモンド柄がひとつ）、Stars（星散らし）、Diamonds（ダイヤモンド散らし）の10種類から選べる。